# Jacques de Launay
Jacques de Launay (n. 28 ianuarie 1924, Roubaix, Nord-Pas-de-Calais, Franța) este un scriitor și istoric belgian [nefuncțională]
, specialist recunoscut în istorie contemporană, ocupându-se mai ales de perioada celui de-al doilea război mondial. A fost secretar general al Comisiei internaționale pentru Învățământul istoriei.

## Cărți publicate
- Istoria secretă: mari controverse ale contemporaneității (Ed. Științifică, 1970)
- Ultimele zile ale fascismului în Europa (Ed. Științifică și Enciclopedică, 1985)
- Mari decizii ale celui de-al doilea război mondial - 2 vol. (Ed. Științifică și Enciclopedică, 1988)
- Istoria secretă a petrolului. 1859-1984 (Ed. Politică, 1989) - împreună cu Jean-Michel Charlier
- Eva Hitler născută Braun (Ed. Venus, 1993) - împreună cu Jean-Michel Charlier
- Istoria secretă a Cominternului (1919-1943): Eșecul unei speranțe (Ed. Venus, 1993)
- Morți misterioase ale istoriei contemporane: istoria secretă a timpurilor noastre (Ed. Anotimp, 1993)
- A cincea valiză: Titulescu și Europa (Ed. Agni, 1993)
- Marea prăbușire: 1944-1945 (Ed. Polirom, 1996)
- Psihologie și sexualitate la mari contemporani (Ed. Venus, București, 1993)